# Helmuth Albrecht (Historiker)
Helmuth Albrecht (* 8. April 1955 in Celle) ist ein deutscher Historiker und emeritierter Hochschullehrer. Er war von 1997 bis 2024 Professor für Technikgeschichte und Industriearchäologie an der TU Bergakademie Freiberg.

## Leben
Albrecht studierte von 1974 bis 1980 an der TU Braunschweig Elektrotechnik, Physik und Geschichte. Nach Abschluss seines Studiums übernahm Albrecht die Leitung des Universitätsarchivs in Braunschweig. Am 4. Dezember 1984 promovierte er zum Dr. phil. und wechselte danach als wissenschaftlicher Mitarbeiter an das Historische Seminar.
1985 verließ Albrecht die Universität Braunschweig und nahm eine Anstellung als wissenschaftlicher Mitarbeiter am Historischen Institut der Universität Stuttgart an. Im Februar 1997 habilitierte er sich im Fach Geschichte der Naturwissenschaften und Technik an der Fakultät der Geschichts-, Sozial- und Wirtschaftswissenschaften der Universität Stuttgart über die Geschichte der Lasertechnik in beiden Teilen Deutschlands in den 1960er Jahren. Er folgte im April 1997 einem Ruf an die TU Bergakademie Freiberg und übernahm den Lehrstuhl für Technikgeschichte und Industriearchäologie. Gleichzeitig wurde ihm die Leitung des Instituts für Industriearchäologie, Wissenschafts- und Technikgeschichte übertragen. Er leitete die an der TU Bergakademie Freiberg ansässige Projektgruppe Montanregion Erzgebirge, welche den wissenschaftlichen Teil der 2019 zum Erfolg geführten UNESCO-Welterbe-Bewerbung der Montanregion leistete. Am 1. August 2024 übergab er die Professur an der TU Bergakademie Freiberg an seine Nachfolgerin Eva-Maria Roelevink und trat in den Ruhestand.
Er ist ein Enkel des gleichnamigen Bergassessors und Politikers Helmuth Albrecht.

## Publikationen (Auswahl)
- Naturwissenschaft und Technik in der Geschichte. Festschrift zum 25jährigen Bestehen des Lehrstuhls für Geschichte der Naturwissenschaften und Technik am Historischen Institut der Universität Stuttgart, 1993 ISBN 3-928186-15-9
- Albrecht, Helmuth: Laserforschung in Deutschland 1960–1970. Eine vergleichende Studie zur Frühgeschichte von Laserforschung und Lasertechnik in der Bundesrepublik Deutschland und der Deutschen Demokratischen Republik. Habilitationsarbeit, Stuttgart: Universität Stuttgart, 1997
- Erfassung, Bewahrung und Präsentation technischer Denkmale aus dem Bereich der Braunkohlenindustrie, 2001
- Abraham Gottlob Werner and the foundation of the geological sciences, 2002
- Otto Meißer (1899–1966), 2002
- Historische Gewerbe- und Industriestandorte im Tal der oberen Freiberger Mulde, 2004
- Wissenschaft vor Ort, 2007

## Ehrungen
- 2011: Botschafter des Erzgebirges